# Лайнфельден-Эхтердинген
Лайнфельден-Эхтердинген (нем. Leinfelden-Echterdingen, алем. нем. Lãẽfelde-Echderdenge) — немецкий город в районе Эслинген земли Баден-Вюртемберг.
Подчинён административному округу Штутгарт. Население составляет 40 100 человек (по состоянию на 2021 год). Занимает площадь 29,90 км². Подразделяется на 4 городских района. Официальный код — 08 1 16 078.
В городе находится штаб-квартира компании Daimler Truck Holding AG а также международный аэропорт Штутгарт.

## География
Город располагается к югу от Штутгарта и входит в его агломерацию. Относится к исторической области Вюртемберг.

## Районы
| Район                   | Население |
| ----------------------- | --------- |
| Лайнфельден             | 13 514    |
| Эхтердинген             | 13 946    |
| Мусберг                 | 5102      |
| Штеттен                 | 5704      |
| Лайнфельден-Эхтердинген | 38 266    |

## История
Лайнфельден-Эхтердинген образован 1 января 1975 года при слиянии города Лайнфельден с общинами Эхтердинген, Мусберг и Штеттен. 

## Культура
В городе находится Немецкий музей игральных карт (филиал Вюртембергского музея). В XVIII веке в Эхтердингене жил и работал изобретатель Филипп Маттеус Ган.

## Города-побратимы
- Вогера (Италия)
- Йорк (США)
- Маноск (Франция) с 1973
- Полтава (Украина) с 1988

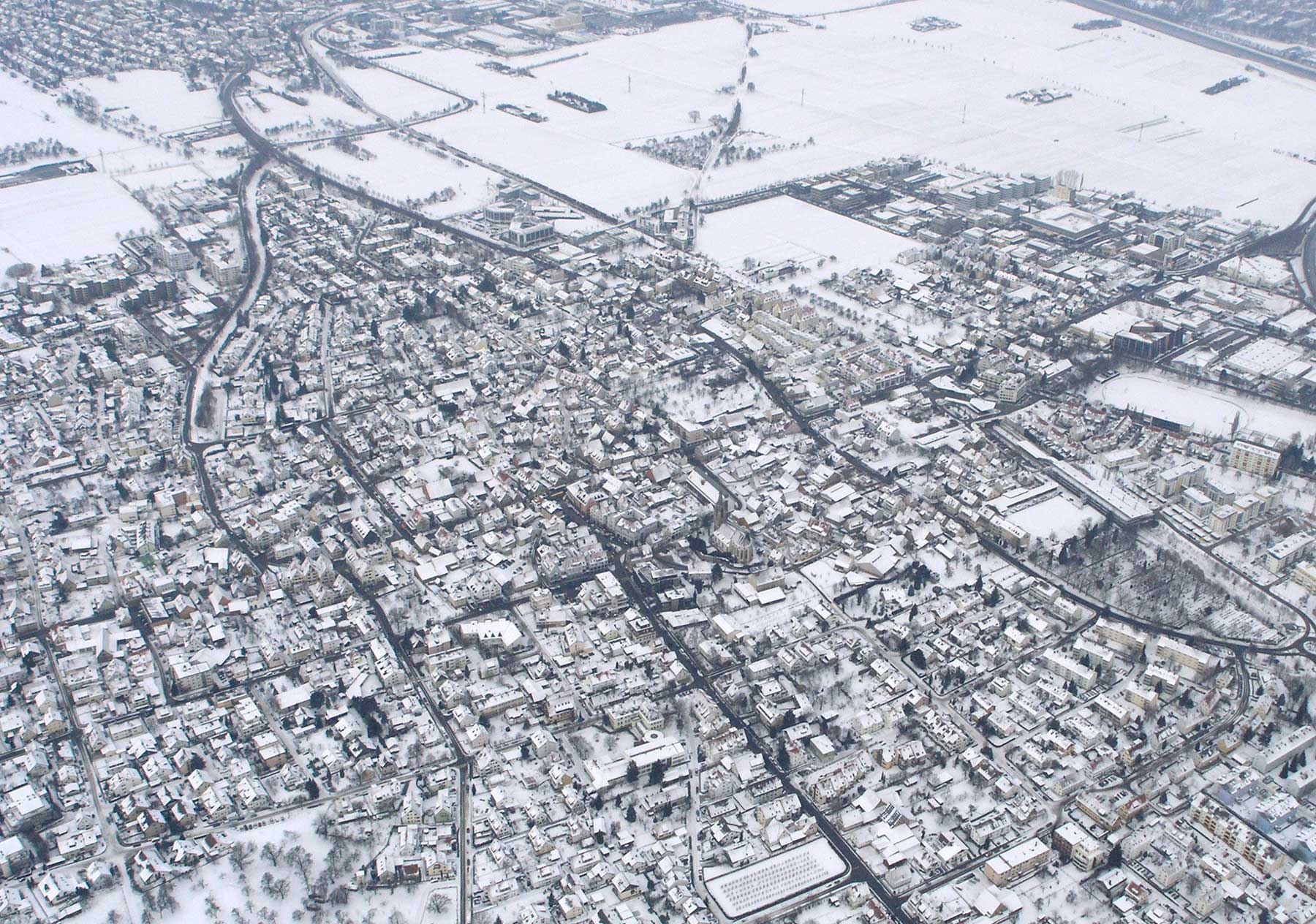
Лайнфельден-Эхтердинген